# Confessio Amantis
Confessio Amantis és un poema medieval de John Gower del segle xiv que conté una història marc on un home es confessa sobre els seus amors passats i la seva vida, fet que serveix per inserir històries de diversos tipus, incloent-hi episodis mitològics, especialment extrets d'Ovidi. Va ser una obra àmpliament difosa durant la baixa edat mitjana i un dels testimonis claus per a la història de la llengua anglesa. Es tracta d'un llarg poema (més de 33000 versos octosíl·labs) influït pel to melangiós de la Consolació de la filosofia de Boeci i pels ideals de l'amor cortès. Després d'un pròleg on es critica la societat coetània a l'autor, segueixen vuit llibres on es detallen contes que il·lustren els sets pecats capitals amb un excurs sobre la correcta educació. Les històries se succeeixen les unes a les altres, sovint sense transició i tenen una durada molt desigual. Apareixen relats bíblics, al·lusions a altres llibres famosos i clàssics grecollatins.